# Rue Jean-Tison
Pour les articles homonymes, voir Tison.
La rue Jean-Tison est une voie du 1er arrondissement de Paris.

## Situation et accès

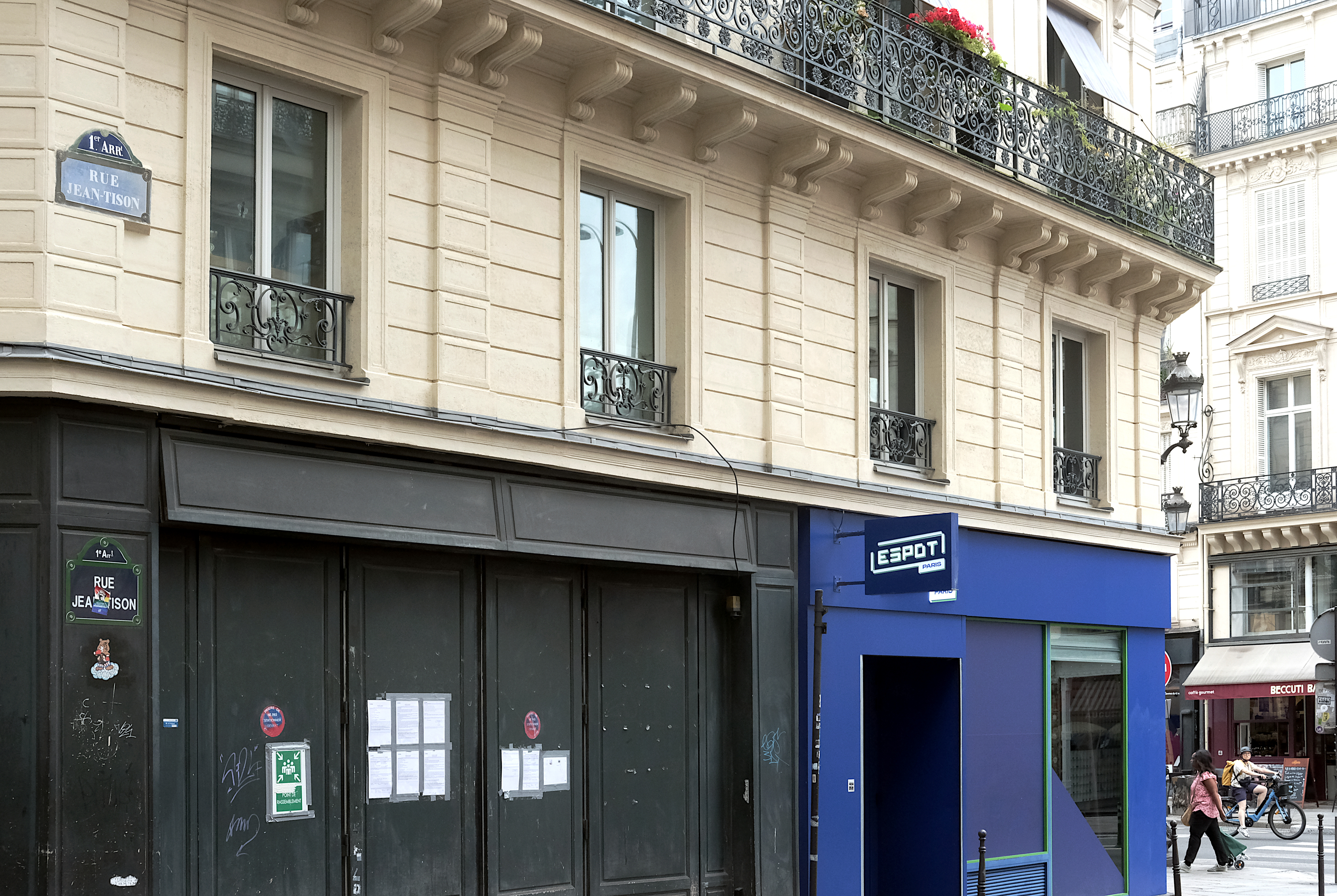
La rue Jean-Tison est l'une des plus courtes de Paris.

Située quartier des Halles dans le 1er arrondissement de Paris, la rue Jean-Tison débute aux 150-154, rue de Rivoli et finit au 11, rue Bailleul. Mesurant moins de 20 mètres de long, c'est une des rues les plus courtes de Paris.

## Origine du nom
Cette rue doit son nom à un des membres de la famille Tison, une vieille famille bourgeoise qui habitait la rue, connue à la fin du XIIe siècle et citée dans le cartulaire de Saint-Germain-l'Auxerrois,.
Dans l'ouvrage Supplément du théâtre italien, Arlequin donne au vieillard l'étymologie de la rue Jean-Tison ainsi : 
« Dans cette Rue il y demeurait un garçon qui s'appelait Jean, et portait tous les matins à la Princesse un tison pour allumer son feu, et cette rue fut nommée la Rue Jean Tison. »

## Historique
La rue Tison est citée en 1205.

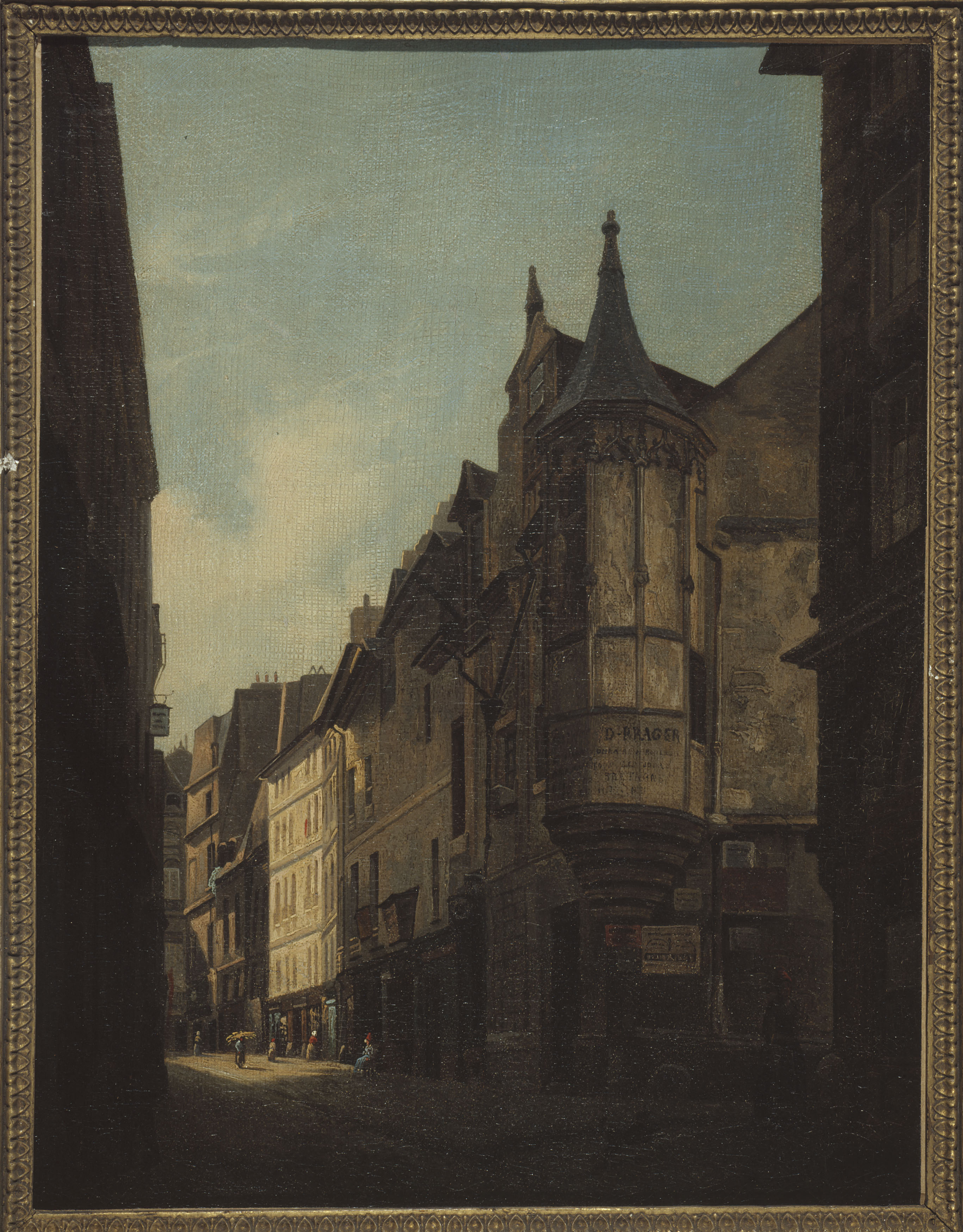
L’échauguette de l’hôtel de Schomberg à l’angle des rues Bailleul et Jean Tison, en 1832, tableau de Lambert Nollé.

Cette voie est nommée dans Le Dit des rues de Paris de Guillot de Paris sous la forme « rue Jehan-Tison ».
Elle est citée sous le nom de « rue Jehan Tizon », dans un manuscrit de 1636 dont le procès-verbal de visite, en date du 22 avril 1636, indique qu'elle est « salle, boueuse et remplie d'immundices et de plus avons particulièrement veu quantité de fumiers compiliez avec boues, qui arrestent le cours des eaues des ruisseaux ».
En 1702, la voie, qui fait partie du quartier du Louvre, comporte 11 maisons et 4 lanternes.
Une décision ministérielle du 23 ventôse an IX (14 mars 1801), signée Chaptal, fixe la largeur de la rue à 6 mètres.
Alors dans l'ancien 4e arrondissement de Paris, quartier Saint-Honoré, cette voie qui était longue de 110 mètres commençait, jusqu'en 1844, aux 38-40, rue des Fossés-Saint-Germain-l'Auxerrois et se terminait aux 11-13, rue Bailleul,.

Les numéros de la rue étaient noirs. Le dernier numéro impair était le no 19 et le dernier numéro pair était le no 12.
La rue Jean-Tison a été considérablement raccourcie lors de l'ouverture de la rue de Rivoli, en 1854, passant d'une longueur de 110 mètres à 16 mètres.

## Bâtiments remarquables et lieux de mémoire

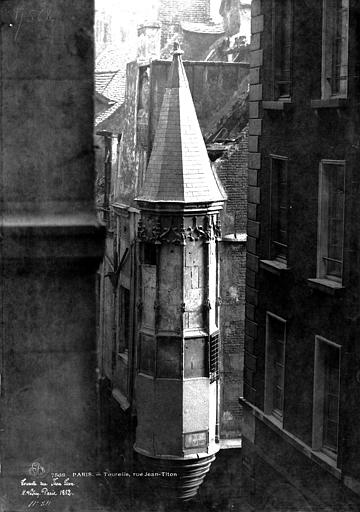
Maison et tourelle d'angle de la rue Jean-Tison en 1852 - Photographie de Henri Le Secq.

- Au no 12 de la rue initiale, désormais disparue en 1854, au coin de la rue Bailleul, il y avait une maison décorée d'une architecture ancienne et qui avait été habitée par Jean de Morvilliers, chancelier de France du temps de la Ligue, puis par Gaspard de Schomberg. L'hôtel, voisin de celui de la famille d'Aligre, fut détruit au XVIIe siècle, coupé par un passage, et il en demeurait des restes encore visibles en 1850, comme cette échauguette (ci-contre)[2],[1].

## Pour approfondir